# Stolen Babies
Die Stolen Babies sind eine US-amerikanische Musikgruppe aus Los Angeles um die Sängerin und Frontfrau Dominique Lenore Persi. Die Musik der Stolen Babies bietet eine Mischung aus Metal, Avantgarde-Rock und zahllosen weiteren Genres, darunter Zirkusmusik und Cabaret.

## Werdegang
Gegründet wurde die Formation unter dem Namen The Fratellis (nicht zu verwechseln mit der schottischen Band gleichen Namens). Diese war zunächst eine zwölfköpfige Dark-Cabaret-Performancegruppe. Nach der Auflösung gründeten verbliebene vier Mitglieder die Band Stolen Babies, benannt nach einem Stück der Vorgängerformation.
Die Kalifornier selbst bezeichnen ihre Musik als „Prog-Pop-Cabaret-Thrash-Quirky-Goth-Rock“ und hegen das Anliegen, Musik zu erschaffen, zu der „hemmungslos getanzt, gestolpert und hingefallen werden kann“.

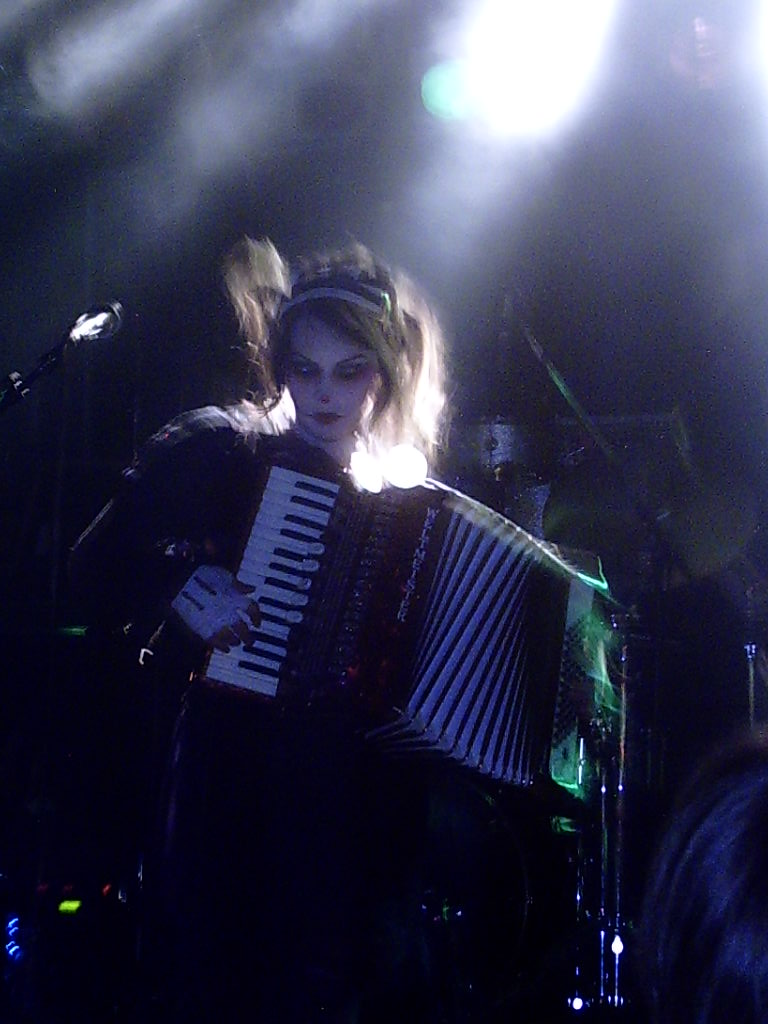
Dominique Lenore Persi (Live in München, 2008)

Für die Texte der Lieder der Stolen Babies zeichnet Sängerin Dominique Lenore Persi verantwortlich, die darin, laut eigener Aussage, düstere Kindheitserinnerungen verarbeitet. Zu den Texten äußerte sich Dominique Lenore Persi folgendermaßen: „Wir beziehen uns immer auf Kindheitserinnerungen, nicht unbedingt auf Kinderbücher. Solche Erinnerungen sind sehr stark, besonders, wenn das Monster tatsächlich aus dem Schrank kommt. Dann bleibt das wohl ein Leben lang an einem hängen.“ Die Musik hingegen wird von Ben Rico geschrieben. Dieser nennt vor allem Danny Elfman, Ennio Morricone und Jerry Goldsmith als seine musikalischen Vorbilder. Des Weiteren werden von der gesamten Band der tschechische Künstler und Regisseur Jan Švankmajer als künstlerischer, sowie die Musikgruppen Oingo Boingo und Mr. Bungle als musikalische Einflüsse genannt.
2006 veröffentlichten die Stolen Babies, nach zwei Demos und einer EP, ihr erstes Album There Be Squabbles Ahead (dt. Es wird Streit geben). Zunächst eher als Geheimtipp unterwegs, wurden sie auf dem Debütalbum von Mitgliedern der Avantgardeband Sleepytime Gorilla Museum unterstützt, was ihnen auch einen höheren Bekanntheitsgrad bescherte. Dennoch erschien das Album 2006 zunächst nur in Nordamerika und im Eigenvertrieb unter No Comment Records. Im selben Jahr steuerte die Gruppe das Lied „Grubbery“ zum Soundtrack des preisgekrönten Horrorkurzfilms „Cannibal Flesh Riot“ des Künstlers Gris Grimly bei.

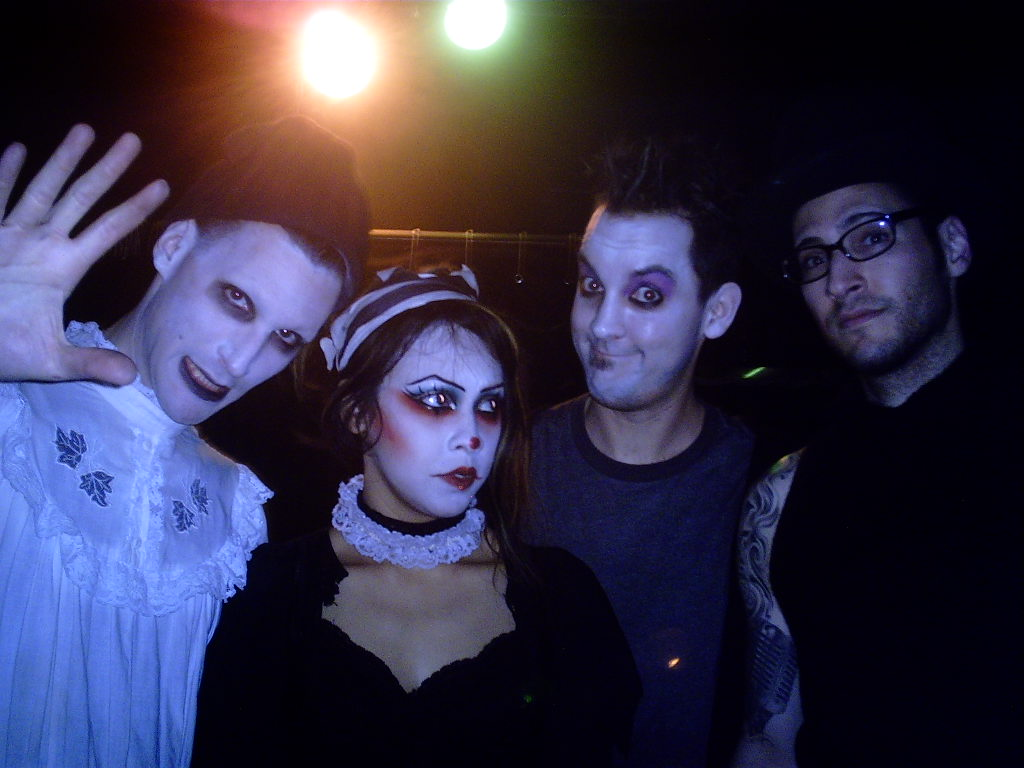
München (2008)

Nachdem sie einen Plattenvertrag beim großen Label The End Records erhielten, wurde dieses Album Ende 2007/Anfang 2008 in großer Auflage in Europa wiederveröffentlicht. Von der Fachpresse wurde es dabei sehr wohlwollend aufgenommen. Gelobt wurde dabei der Stil der Musikgruppe, der Metal mit Zirkusmusik mischt, sowie der facettenreiche Gesang der Frontfrau. Das Musikmagazin Zillo kürte There Be Squabbles Ahead zum Album des Monats. Der Orkus nahm die Albumveröffentlichung zum Anlass, um die Stolen Babies zum Newcomer des Monats zu ernennen.
Lob erhielt das Album auch für das comichafte Artwork, das der Zeichner Crab Scrambly entwarf. Dieser, dessen Stil an den von Roman Dirge oder Tim Burton erinnert, zeichnete bisher vor allem Comics und illustrierte Kinderbücher. Zum Lied Push Button entstand des Weiteren auch ein viel gelobtes Musikvideo.
Anfang 2008 war die Band zusammen mit The Dillinger Escape Plan und Poison the Well auf Europatour. Im Januar 2010 wurde auf MySpace erstmals neues Material angekündigt. Im Sommer 2010 wurde dort zudem vorab das neue Lied Splatter veröffentlicht. Weitere Lieder des kommenden Albums wurden bereits auf Konzerten und Festivals wie dem M’era Luna Festival vorgestellt. Im Herbst 2012 erschien schließlich das zweite Album Naught.

## Diskografie

### Alben
- 2006: There Be Squabbles Ahead (No Comment Records, 2007 unter The End Records, 2016 als LP)
- 2012: Naught (No Comment Records)

### EPs
- 2002: Stolen Babies (5-Lieder-EP)

### Demos
- 2002: Demo (3-Lieder-Demo)
- 2004: Demo (4-Lieder-Demo)